# Nicolas Capron
Nicolas Capron (* vor 1740 in Paris; † 14. September 1784 ebenda) war ein französischer Violinist und Komponist der Klassik.

## Leben
Nicolas Capron war ein Schüler von Pierre Gaviniès und gehörte zu den bekanntesten französischen Violinisten seiner Zeit. Seine Laufbahn begann ab 1756 an der Opéra-Comique und im Privatorchester des General-Gutsverwalters des Königs, Alexandre Le Riche de La Pouplinière. Ab 1765 war er Konzertmeister beim Concert spirituel. Capron verkehrte in allen wichtigen musikalischen Salons in der Stadt, in denen sich allwöchentlich die namhaftesten Musiker, Philosophen und Schriftsteller Frankreichs trafen. Nicolas Capron war ebenso als Virtuose wie als ausgezeichneter Lehrer geschätzt, zu seinen bekannten Schülern gehörten Marie-Alexandre Guénin, Isidore Bertheaume, Simon Leduc und die als Wunderkind bezeichnete Mlle. Deschamps (später Louise Gautherot), die bereits im Alter von 11 Jahren zwei Violinkonzerte beim Concert spirituel spielte, unter anderem ein Werk von Capron und mehrmals ein Konzert von Giovanni Giornovichi. Nicolas Capron war Mitglied in der Freimaurerloge Société Académique des Enfants d'Apollon.

## Werk
Capron komponierte in erster Linie Werke für sein Instrument und gilt mit François-Joseph Gossec und Pierre Vachon als einer der Schöpfer des französischen Streichquartetts, damals als quatuors concertants oder quatuors dialogués bezeichnet. In seinen Kompositionen übernimmt er meistens die Dreisätzigkeit, die Bithematik in den Eingangs-Allegrosätzen, ebenso benutzte er häufig den Vorhalt der Mannheimer Schule. Er gehörte zu den ersten französischen Geigern, die den Dämpfer vorschrieben.
- Premier Livre de sonates à violon seul et basse Op. 1 (1768)
- Sei quartetti (1772)
- Sei quartetti Op. 2 (1772) verschollen
- Six Duos pour 2 violons Op. 3 (1776)
- 2 Violinkonzerte Op. 2
- 12 weitere Violoninkonzerte (verschollen)
- Eine Sinfonie 1781 (unveröffentlicht, verschollen)[2]